# Lena Stolze
Pour les articles homonymes, voir Stolze.
Lena Stolze, née le 8 août 1956 à Berlin-Est (Allemagne de l'Est) est une actrice autrichienne, qui vit et travaille principalement en Allemagne.

## Biographie
Elle naît à Berlin-Est de l'actrice Gabi Stolze et du ténor Gerhard Stolze. En août 1961, la famille quitte la RDA et s'installe à Vienne. En 1974 elle étudie la littérature allemande et l'histoire de l'art à Munich ; en 1975, elle commence sa formation théâtrale au Max Reinhardt Seminar à Vienne ; en 1978 elle est engagée par Rudolf Noelte (de) pour sa production de Die Ratten de Gerhart Hauptmann au théâtre Freie Volksbühne (de) à Berlin. La même année, elle incarne Recha dans Nathan le Sage de Lessing sous la direction de Kurt Hübner (de) (avec Will Quadflieg dans le rôle-titre) et Léontine dans Der Biberpelz de Hauptmann au théâtre Schiller, sous la direction de Hans Lietzau (de). À partir de 1979, elle se produit au Burgtheater de Vienne, jusqu'en 1984 au Théâtre Residenz de Munich, de 1984 à 1992 elle est membre du théâtre Thalia de Hambourg. Elle a aussi joué au Schauspiel de Francfort, au Deutsches Schauspielhaus de Hambourg et à plusieurs reprises au Festival de Salzbourg.

## Carrière au cinéma
En dehors du théâtre, elle joue Sophie Scholl dans La Rose blanche de Michael Verhoeven, son premier long métrage, en 1982 qui la fait connaître. La même année, elle incarne le même personnage dans le film de Percy Adlon Les Cinq Derniers Jours. Pour ces deux films, elle a reçu le prix du film allemand. 
Son autre succès majeur fut l'interprétation de Sonja (en fait Anna Rosmus) dans le film de Michael Verhoeven Das schreckliche Mädchen (La Fille perdue, 1990). Le film a été nommé pour un Oscar, et Lena Stolze a été récompensée de plusieurs prix, dont son deuxième prix du film allemand. 
Elle a joué dans de nombreux autres films au cinéma et à la télévision.
Elle a fait partie des jurés à l'Académie européenne du cinéma pour les prix du cinéma européen.

## Récompenses
- 1983 : Bundesfilmpreis pour La Rose blanche (Die weiße Rose) et Les Cinq Derniers Jours (Fünf letzte Tage)
- 1983 : prix culturel (Kulturpreis) de la ville de Munich
- 1984 : prix du film bavarois (Bayerischer Filmpreis) pour Die Schaukel
- 1990 : Bundesfilmpreis pour Das schreckliche Mädchen
- 1990 : prix de la Critique du film allemand et de la télévision pour Das schreckliche Mädchen
- 1990 : Silver Hugo au Festival international du film de Chicago comme meilleure actrice pour Das schreckliche Mädchen
- 1991 : nomination aux Oscars pour Das schreckliche Mädchen

## Théâtre

### Premiers rôles à Berlin
- 1978 – Berlin : Freie Volksbühne – Die Ratten de Gerhart Hauptmann – rôle : Walburga –  Mise en scène : Rudolf Noelte
- 1978 – Berlin : Freie Volksbühne – Nathan le Sage (Nathan der Weise) –  Rôle : Recha –  Mise en scène : Kurt Hübner
- 1979 – Berlin : Théâtre Schiller – Der Biberpelz de Gerhart Hauptmann – Leontine –  Mise en scène : Hans Lietzau

### Rôles au théâtre Thalia entre 1984 et 1992
- Peer Gynt de Henrik Ibsen – Solveig – Mise en scène : Jürgen Flimm
- Penthesilea (Penthésilée) de Heinrich von Kleist – Penthesilea – Mise en scène : Jürgen Gosch
- Das alte Land de Klaus Pohl (Dramaturge) Klaus Pohl – Irma –  Mise en scène : Jürgen Flimm
- Hamletmaschine de Heiner Müller – Ophelia –  Mise en scène : Robert Wilson
- Empfindliches Gleichgewicht de Edward Albee –  Mise en scène : Achim Benning
- Heisses Geld de Klaus Pohl – Franziska –  Mise en scène : Wolfgang Wiens
- Die Möwe (La Mouette) d'Anton Tchekhov – Nina –  Mise en scène : Guy Joosten
- Liebelei de Arthur Schnitzler – Christine –  Mise en scène : Jürgen Flimm
- Fräulein Else de Arthur Schnitzler – Else –  Mise en scène : Norbert Skrovanek
- Pariser Leben (La Vie parisienne) de Jacques Offenbach – Metella –  Mise en scène : Siegfried Bühr

### Autres rôles
- 1999 – Francfort-sur-le-Main : Schauspiel – Stella de Johann Wolfgang von Goethe – Madame Sommer –  Mise en scène : Amelie Niermeyer
- 2000 – Berlin : Théâtre Renaissance – Things we do for love (L'amour est enfant de salaud) de Alan Ayckbourn – Barbara –  Mise en scène : Dietmar Pflegerl
- 2002 – Hambourg : Deutsches Schauspielhaus – Der Menschenfeind (Le Misanthrope ou l'Atrabilaire amoureux) de Molière – Arsinoé –  Mise en scène : Jan Bosse

## Filmographie (extraits)
- 1978 : Lemminge (Michael Haneke)
- 1982 : La Rose blanche (Michael Verhoeven) : Sophie Scholl
- 1982 : Fünf letzte Tage (Percy Adlon)
- 1983 : Die Schaukel (Percy Adlon)
- 1984 : Morgen in Alabama de Norbert Kückelmann
- 1986 - 1989 : Inspecteur Derrick épisodes :
  - Schonzeit für Mörder (1986)
  - Die Stimme des Mörders (1989)
- 1987 : Maschenka (John Goldschmidt)
- 1989 : Das schreckliche Mädchen (Michael Verhoeven) : Sonia
- 1993 : Wehner – die unerzählte Geschichte
- 1994 : Die Vergebung (Andreas Höntsch)
- 1995 : Frère sommeil (Joseph Vilsmaier) : Oskarin
- 1996 : Opération Schmetterling (The Writing on the Wall) (Peter Smith)
- 1996 : Mein Herz – Niemandem! (Helma Sanders-Brahms)
- 1997 : Winterkind (Margarethe von Trotta)
- 1999 : Fremde Verwandte (Relative Strangers) (Giles Foster)
- 2002 - 2013 : Tatort (série télévisée) épisodes : 
  - Schlaf, Kindlein, schlaf (2002)
  - Bitteres Brot (2004)
  - Aus der Traum (2006)
  - Das verlorene Kind (2006)
  - Unter uns (2007, Margarethe von Trotta)
  - Machtlos (2013)
- 2003 : Rosenstrasse (Margarethe von Trotta) : Miriam Süßmann
- 2003 : Le Coup de feu (Schussangst) de Dito Tsintsadze
- 2003 : Northern Star (Felix Randau)
- 2004 : Delphinsommer (Jobst Oetzmann)
- 2005 : In Sachen Kaminski (Stephan Wagner)
- 2006 : Lapislazuli – im Auge des Bären (Wolfgang Murnberger)
- 2007 : Et puis les touristes (Am Ende kommen Touristen - Robert Thalheim) : Andrea Schneider
- 2007 : 2er ohne (Jobst Oetzmann)
- 2007 : Ein Teil von mir (Christoph Röhl)
- 2009 : Vision – Aus dem Leben der Hildegard von Bingen (Margarethe von Trotta)
- 2009 : Dans la tourmente (Marleen Gorris) : Greta
- 2010 : Nanga Parbat (Joseph Vilsmaier)
- 2010 : Mahler auf der Couch (Percy Adlon)
- 2011 : Tage, die bleiben (Pia Strietmann)
- 2012 : Die letzte Spur – Terroriste
- 2012 : Herbstkind (Petra K. Wagner)
- 2013 : Die Kronzeugin – Mord in den Bergen
- 2013 : Die Pastorin (Josh Broecker)
- 2013 : Beste Freundinnen (Thomas Jauch)
- 2013 : J'irai mourir demain (Frederik Steiner)
- 2014 : Sternstunde ihres Lebens (téléfilm)
- 2014 - 2015 : Kommissarin Heller (série télévisée) épisodes :
  - Der Beutegänger (2014)
  - Querschläger (2015)
- 2014 : Die Auserwählten
- 2015 : Nie mehr wie immer
- 2016 : Ente gut! (Norbert Lechner) : Mme Trost
- 2017 : Angst (de) (Thomas Berger) : Juge
- 2018 : Der Wunschzettel (Marc Rensing) : Wanda Schwebbe
- 2019 : Rocca verändert die Welt (Katja Benrath) : Gertrud
- 2022 : Rückkehr nach Rimini (Sarah Winkenstette) : Maria Cerny

## Source de la traduction
- (de) Cet article est partiellement ou en totalité issu de l’article de Wikipédia en allemand intitulé « Lena Stolze » (voir la liste des auteurs).